# 오카 카논
오카 카논(일본어:  岡 花音, 2001년 8월 1일 ~ )은 일본의 어린이 배우이다. 군마현 출신이다.